# Jonás Ramalho
Jonás Ramalho Chimeno (Baracaldo, Vizcaya, 10 de junio de 1993), conocido deportivamente como Ramalho, es un futbolista español, de ascendencia angoleña, que juega de defensa y su equipo actual es el Kazma SC. Es internacional con la selección de Angola.

## Trayectoria

### Inicios en el Athletic Club
En categoría prebenjamín comenzó su andadura en el fútbol en las categorías inferiores de la SD Leioa. Después se formó en la cantera del Athletic Club, en Lezama, desde los diez años. El 27 de febrero de 2008, con 14 años debutó en un amistoso con el Athletic Club ante la SD Amorebieta. Saltó al campo en el minuto 66 en sustitución de Ustaritz. En ese mismo encuentro, Joaquín Caparrós también hizo debutar a Iker Muniain.
En categoría juvenil, se proclamó campeón de la Copa del Rey Juvenil de 2010. Debutó en Primera División, de la mano de Marcelo Bielsa, el 20 de noviembre de 2011 en un partido de Liga disputado contra el Sevilla FC, en el que el Athletic se impuso por 1-2 al equipo andaluz en el estadio Ramón Sánchez Pizjuán. Esto marcó un hito en la historia del club bilbaíno ya que Ramalho se convertía en el primer jugador de raza negra en debutar en partido oficial con el primer equipo.

### Cesión al Girona
El 10 de agosto de 2013 fue cedido al Girona FC por una temporada, que acabaría prolongándose hasta 2015. En mayo de 2015 se lesionó de gravedad al sufrir una rotura del ligamento cruzado anterior en la rodilla izquierda, otra rotura del menisco interno de la misma articulación y edemas óseos en la zona del fémur y de la tibia. Su contrato con el Athletic expiraba en junio de 2015, pero el club vasco le renovó por un año más.

### Bilbao Athletic
Cuando se recuperó de la lesión en el mes de enero jugó en el Bilbao Athletic, que se encontraba en Segunda División, para volver a coger ritmo de competición hasta el fin de temporada.

### Girona FC
En junio de 2016 el Athletic Club le comunicó que no renovaría su contrato por lo que decidió firmar con el Girona por tres temporadas. El 4 de junio de 2017 consiguió el ascenso a Primera División con el club catalán. En su primera temporada con el club catalán en Primera División se consolidó como uno de los centrales titulares del equipo. El 29 de mayo de 2019 comunicó que no renovaría con el club catalán tras el descenso a Segunda División, en una campaña en la que fue titular en dieciocho jornadas de Liga. A pesar de ello, el 20 de agosto, menos de tres meses después de decidir no continuar en el club, regresó al conjunto catalán firmando hasta 2022.

### C. A. Osasuna y Málaga CF
El 1 de febrero de 2021 fue cedido hasta final de temporada a C. A. Osasuna, guardándose el conjunto navarro una opción de compra al final de la misma. El 5 de julio el club navarro ejerció la opción de compra, valorada en 700 000 euros, firmando un contrato de una temporada.
En junio de 2022 finalizó su vinculación con el equipo navarro, y a mediados de julio se unió al Málaga C. F. por dos años. Sin embargo, se marchó después de una temporada en la que el club descendió a Primera Federación.

### Arabia Saudí y Baréin
En julio de 2023 se marchó a Arabia Saudita para jugar en el Ohod Club de la Liga Príncipe Mohammad bin Salman. Tras jugar cuatro encuentros, se marchó a Baréin para jugar en el Al-Ahli Club de Manama en septiembre.

## Selección nacional

### Categorías inferiores
Jonás Ramalho ha sido internacional en las categorías inferiores de la selección española. Fue capitán de la selección que fue subcampeona de la Eurocopa sub-17 en 2010. Fue campeón de la Eurocopa sub-19, en dos oportunidades, 2011 y 2012.

### Absoluta
El 20 de mayo de 2019 fue convocado por la selección de Angola para acudir a la Copa Africana de Naciones. Finalmente, el 12 de junio, quedó fuera de la lista definitiva. El 13 de octubre de 2020 debutó con Angola en un amistoso frente a Mozambique.

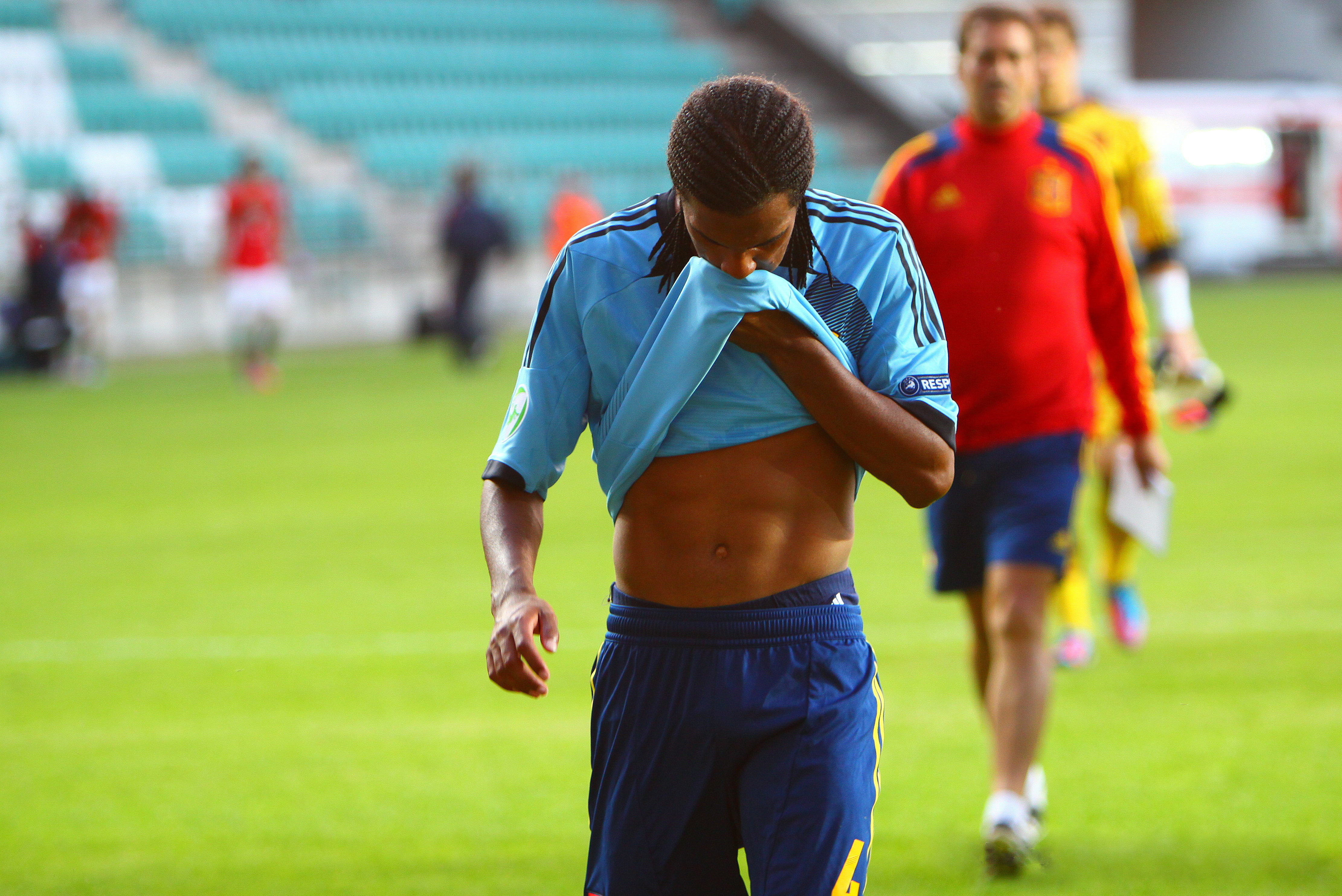
Jonás jugando para España

## Clubes
| Club                  | País           | Año       | Partidos | Goles |
| --------------------- | -------------- | --------- | -------- | ----- |
| Bilbao Athletic       | España         | 2009-2016 | 48       | 2     |
| C. D. Basconia        | España         | 2011      | 8        | 0     |
| Athletic Club         | España         | 2011-2013 | 13       | 0     |
| Girona F. C. (cedido) | España         | 2013-2015 | 66       | 2     |
| Girona F. C.          | España         | 2016-2021 | 125      | 3     |
| C. A. Osasuna         | España         | 2021-2022 | 11       | 0     |
| Málaga C. F.          | España         | 2022-2023 | 29       | 0     |
| Ohod Club             | Arabia Saudita | 2023      | 4        | 0     |
| Al-Ahli Club          | Baréin         | 2023-2024 | 0        | 0     |
| Kazma SC              | Kuwait         | 2024-Act. | 0        | 0     |

Debut en 1.ª División: 20 de noviembre de 2011 Sevilla F. C. 1-2 Athletic Club
| Temporadas en 1.ª | Partidos en 1.ª | Goles en 1.ª | Partidos en Copa | Goles en Copa | Internacional |
| ----------------- | --------------- | ------------ | ---------------- | ------------- | ------------- |
| 6                 | 64              | 1            | 24               | 0             | 1             |

## Palmarés

### Títulos nacionales
| Título               | Club                  | País   | Año  |
| -------------------- | --------------------- | ------ | ---- |
| Copa del Rey Juvenil | Athletic Club Juvenil | España | 2010 |

### Títulos internacionales
| Título          | Club (*) | País    | Año  |
| --------------- | -------- | ------- | ---- |
| Eurocopa Sub-19 | España   | Rumania | 2011 |
| Eurocopa Sub-19 | España   | Estonia | 2012 |

(*) Incluyendo la selección.

### Reconocimientos
| Distinción                                          | Año  |
| --------------------------------------------------- | ---- |
| Seleccionado en el Once de Bronce del Fútbol Draft. | 2009 |
| Seleccionado en el Once de Bronce del Fútbol Draft. | 2013 |

## Vida personal
Jonás nació en Baracaldo, pero creció en el barrio de Lamiaco, en la localidad vizcaína de Lejona. Es hijo de padre angoleño y madre española, de Portugalete.